# Стоглави сабор
Стоглави сабор је био помесни сабор Руске православне цркве и државни сабор Царске Русије, који се одржао у Москви од 23. фебруара до 11. маја 1551. (7059) у Успенском сабору Кремља, уз учешће цара Ивана Грозног, највишег свештенства и представника руске Думе. Главни циљ сабора била је жеља да се изједначе разлике у сфери црквеног живота и да се реше најважнија духовна и егзистенцијална питања руског народа.
Свештенство су на сабору представљали митрополит Макарије (као председавајући), као и архиепископи Акакије (Тверска епархија), Гурије (Смоленска епархија), Касјан (Рјазанска епархија), Кипријан (Епархија Перм), Никандар (Ростовска епархија), Сава (Епархија Крути), Трифон (Епархија Ростовска). Теодосије (Новгородска епархија) и други Теодосије (Коломенска епархија).
Сабор је сазван на иницијативу митрополита Макарија и протопопа Силвестра. Текст позива је наводно написао Силвестер. Сабор је констатовао спор између јосифита и непоседника, подржавајући одредбе којима се цар надао да ће извршити секуларизацију. Одлуке сабора, изражене у 100 глава (Стоглав), биле су компромисног карактера.

## Хронологија
Датум одржавања концила је споран. Јевгениј Голубински признаје датум 23. фебруар као почетак Сабора, док свештеник Димитриј Стефанович у својој магистарској дисертацији каже да је Сабор почео првих дана јануара 1551. године, а могао је да се заврши до 23. фебруара. А до маја је састављена верзија саборских одлука.

## Одлуке Сабора
Сабор је усвојио Законик, одбацио владине планове секуларизације, али је ограничио даље ширење црквених поседа у градовима и финансијске привилегије свештенства; Решења, сажета у сто поглавља, у литератури се називају Стоглав.
Цар Иван Грозни је такође предочио сабору нови законик и повеље, замоливши их да их прочитају, изјасне се, потпишу и дају на чување у ризници. Цар је, између осталог, на сабору рекао да су његови бојари и племићи упали у многе похлепе и крађе, називајући их изнуђивачима, грабљивцима, вршећи неправедне пресуде; али је истовремено признао да је немогуће исправити све тегобе и пропаст која је настала због неправде и изнуђивања власти, и тражио је да напусте „једни друге непријатељство и невоље“. На Стоглавском сабору цар је потврдио да је наредио бојарима да „склопе мир на неко време“ о свим питањима „са свим хришћанима“ у његовом царству.
Неке од саборских одлука које се тичу обреда укинуо је Московски сабор 1667. године, који је наметнуо анатему и на саме обреде и на оне који су их се придржавали: двопрсти знак крста, двоусни алилуја итд.